# Prescott (Wisconsin)
Prescott – miasto w Stanach Zjednoczonych, w stanie Wisconsin, w hrabstwie Pierce, położone nad ujściem rzeki Saint Croix do Missisipi.